# Рыков, Пётр Дмитриевич
Пётр Дмитриевич Рыков (08.07.1912—05.1945) — командир отделения стрелковой роты 277-го гвардейская стрелкового полка (91-я гвардейская стрелковая дивизия, 39-я армия, 3-й Белорусский фронт) гвардии сержант, участник Великой Отечественной войны, кавалер ордена Славы трёх степеней.

## Биография
Родился 8 июля 1912 года в селе Метлино ныне Кыштымского района Челябинской области в семье рабочего. Русский. Окончил 4 класса. Работал на молокозаводе в селе Метлино.
В сентября 1941 года был призван в Красную Армию Кыштымским райвоенкоматом. С того же времени на фронте. К лету 1943 года воевал в составе 277-го гвардейского стрелкового полка 91-й гвардейской стрелковой дивизии, был номером орудийного расчёта, затем – командиром стрелкового отделения. В составе этой части прошёл весь боевой путь. В 1944 году вступил в ВКП(б).
13 августа 1943 года в ходе Смоленской наступательной операции в районе населённого пункта Старая Капешня (Духовщинский район Смоленской области) в составе расчёта уничтожил 4 пулемётные точки. За этот бой получил первую боевую награду – медаль «За отвагу». 
19 сентября 1943 года части дивизии освободила город Духовщина, за что дивизии было присвоено почётное наименование «Духовщинской». Осенью 1943 года и зимой 1943-1944 годов дивизия вела активные боевые действия на территории Белоруссии, в ходе которых вышла на подступы к городу Витебск.
22 января 1944 года в районе деревни  Николаевка Бешенковичского района Витебской области в составе орудийного расчёта огнём из орудия уничтожил 2 пулемётные точки противника. При прорыве линии обороны (13 км юго-восточнее города Витебск) в составе расчёта уничтожил наблюдательный пункт противника и 3 пулемётные точки, чем обеспечил успешные действия стрелкового батальона. 5 февраля, ведя огонь из орудия по атакующим гитлеровцам, поразил свыше 10 солдат и офицеров. 
Приказом по частям 91-й гвардейской стрелковой дивизии (№ 9/н) от 24 февраля 1944 года гвардии красноармеец Рыков Пётр Дмитриевич награждён орденом Славы 3-й степени. 
В дальнейшем в составе своего подразделения участвовал в Белорусской и Мемельской наступательных операциях. Здесь гвардии сержант Рыков уже командовал стрелковым отделением.
23 сентября 1944 года  в бою в районе населённого пункта Победирве (6 км юго-западнее города Расейняй, Литва) под сильным огнём противника первым поднялся в атаку, увлекая за собой бойцов. Достиг его траншей и уничтожил из личного оружия 5 гитлеровцев. При отражении контратаки противника был ранен, но поля боя не покинул. 
Приказом по войскам 39-й армии (№ 760) от 19 октября 1944 года гвардии сержант Рыков Пётр Дмитриевич награждён орденом Славы 2-й степени. 
Через несколько дней вновь отличился. 
22 октября 1944 года в районе населённого пункта Виллюнен (Восточная Пруссия, 12 км. западнее  Ширвиндта - ныне посёлок Кутузово Калининградской области) выдвинулся со своим отделением перед боевыми порядками стрелковых подразделений и открыл ураганный огонь по контратакующему противнику. Контратака была сорвана, противник понёс большие потери. В этом бою Рыков лично уничтожил 6 вражеских солдат, был ранен, но остался в строю. Был представлен к награждению орденом Славы 1-й степени.
В дальнейшем дивизия в ходе Восточно-Прусской наступательной операции участвовала в разгроме тельзитско-инстербургской группировки противника, искусно применяя манёвр, вела успешные бои по уничтожению группировки немецко-фашистских войск в районе Кёнигсберга и на Земландском полуострове.
В этих боях гвардии сержант Рыков вновь отличился, 19 января 1945 года первым поднялся в атаку, первым ворвался во вражескую траншею, огнём из автомата уничтожил более 10 гитлеровцев. Награждён орденом Отечественной войны 2-й степени.
Указом Президиума Верховного Совета СССР от 24 марта 1945 года гвардии сержант Рыков Пётр Дмитриевич награждён орденом Славы 1-й степени. Стал полным кавалером ордена Славы.
Последняя боевая награда осталась не врученной. Достоверных сведении о дальнейшей судьбе гвардии сержанта Рыкова нет. Последнее письмо семья получила в марте 1945 года. Считается пропавшим без вести в мае 1945 года.

## Награды
- - Орден Отечественной войны II степени (03.02.1945)[3];
  - Орден Красной Звезды (03.12.1944)[4];
- Полный кавалер ордена Славы:
  - орден Славы I степени (24.03.1945)[5];
  - орден Славы II степени (19.10.1944)[6];
  - орден Славы III степени (24.02.1944)[7];
  - Медаль «За отвагу» (27.08.1943)[8];

## Память
- Его имя увековечено в Главном Храме Вооружённых сил России, и навсегда запечатлено на мемориале «Дорога памяти»